# 电视制导
电视制导是一种导弹制导技術，相關人員利用电视来控制和引导导弹。导弹、滑翔炸彈或自殺式無人機會将信号发送回发射地點。相關人員观看电视屏幕上的图像，并通过无线电向导弹发送校正信号。电视制导从未被广泛使用，因为相較之下雷射導引炸彈和全球定位系统武器的性能更好。